# Cleomenes giganteus
Cleomenes giganteus är en skalbaggsart som beskrevs av Holzschuh 1995. Cleomenes giganteus ingår i släktet Cleomenes och familjen långhorningar. Inga underarter finns listade i Catalogue of Life.